# Geórgios Athanasiádis-Nóvas
Pour les articles homonymes, voir Athanasiádis et Nóvas.
Geórgios Athanasiádis-Nóvas (en grec moderne : Γεώργιος Αθανασιάδης-Νόβας), né le 9 février 1893 à Naupacte et mort le 10 août 1987 dans la même ville, est un avocat et homme politique grec, Premier ministre en 1965. Athanasiádis-Nóvas est un conservateur qui avait fait partie du cabinet de Ioánnis Metaxás. En juillet 1974, il est l'un des hommes politiques qui ont facilité la fin de la dictature des colonels et la nomination de Konstantínos Karamanlís en tant que Premier ministre.